# Leon Fourneau
Leo Maria Joannes (Leon) Fourneau (Antwerpen, 17 maart 1900 - Wilrijk, 31 maart 1982) was een Belgische atleet, die gespecialiseerd was in de 1500 m. Hij nam tweemaal deel aan de Olympische Spelen, en veroverde vier Belgische titels.

## Biografie
Fourneau veroverde tussen 1921 en 1926 vier Belgische titels op de 1500 m, waarvan drie opeenvolgende. Op het kampioenschap van 1925 verbeterde hij met een tijd van 4.06,0 het Belgische record van François Delloye.
In 1920 nam Fourneau deel aan de Olympische Spelen in Antwerpen. Na de diskwalificatie van de Est Johannes Villemson plaatste hij zich met een derde plaats voor de finale, waarin hij negende werd. Vier jaar later werd hij vierde in zijn reeks op de Olympische Spelen van 1924 in Parijs en werd hij uitgeschakeld.

### Clubs
Fourneau was aangesloten bij Beerschot AC. Bij die club was hij 50 jaar bestuurslid.

## Belgische kampioenschappen
| Onderdeel | Jaar                   |
| --------- | ---------------------- |
| 1500 m    | 1921, 1924, 1925, 1926 |

## Persoonlijk record
| Onderdeel | Prestatie | Datum        | Plaats |
| --------- | --------- | ------------ | ------ |
| 1500 m    | 4.06,0    | 19 juli 1925 | Luik   |

## Palmares

### 800 m
- 1925:  BK AC

### 1500 m
- 1919:  BK AC
- 1920:  BK AC
- 1920: 9e OS in Antwerpen - 4.10,3
- 1921:  BK AC – 4.14,8
- 1924:  BK AC – 4.10,3
- 1924: 4e reeks OS in Parijs
- 1925:  BK AC – 4.06,0 (NR)
- 1926:  BK AC – 4.13,4